# Distretto di Kulm
Il distretto di Kulm è un distretto del Canton Argovia, in Svizzera. Confina con i distretti di Zofingen a ovest, di Aarau a nord, di Lenzburg a est e con il Canton Lucerna (distretti di Hochdorf e di Sursee) a sud. Il capoluogo è Unterkulm. Comprende una parte del lago di Hallwil.

## Comuni
Amministrativamente è diviso in 16 comuni:
- Beinwil am See
- Birrwil
- Dürrenäsch
- Gontenschwil
- Holziken
- Leimbach
- Leutwil
- Menziken
- Oberkulm
- Reinach
- Schlossrued
- Schmiedrued
- Schöftland
- Teufenthal
- Unterkulm
- Zetzwil

### Divisioni
- 1816: Rued → Schlossrued, Schmiedrued

### Fusioni
- 2023: Burg, Menziken → Menziken